# Dywizjon Okrętów Bojowych
Dywizjon Okrętów Bojowych (dOB) – jednostka wojskowa Marynarki Wojennej sformowana 1 stycznia 2011 roku w składzie 3 Flotylli Okrętów. Obecnie stacjonuje w Porcie Wojennym w Gdyni. 
Do głównych zadań dOB należą: wykonywanie uderzeń rakietowych na statki i okręty przeciwnika, obrona przeciwlotnicza, patrolowanie szlaków żeglugowych, zwalczanie okrętów podwodnych.

## Historia
Jednostkę sformowano 1 stycznia 2011 roku z okrętów Dywizjonu Okrętów ZOP i Dywizjonu Okrętów Rakietowych. Weszła w skład 3 Flotylli Okrętów w Porcie Wojennym Gdynia. Dywizjon stał się jedną z najlepiej uzbrojonych jednostek w Marynarce Wojennej. 1 lipca 2013 roku wprowadzono odznakę pamiątkową dOB. 3 grudnia 2013 roku ostatni raz opuszczono banderę na dwóch okrętach rakietowych dywizjonu – OORP „Metalowiec” i „Rolnik”. Od 2016 roku dywizjon posiada odznakę rozpoznawczą. Okręty dOB regularnie biorą udział w ćwiczeniach krajowych jak i międzynarodowych.  

## Okręty dywizjonu

### Okręty w służbie[1]
| Zdjęcie | Nazwa                                     | Typ                 | Numer burtowy | Służba od    |
| Fregaty | Fregaty                                   | Fregaty             | Fregaty       | Fregaty      |
| ------- | ----------------------------------------- | ------------------- | ------------- | ------------ |
|         | ORP Gen. K. PułaskiORP Gen. T. Kościuszko | Oliver Hazard Perry | 272273        | 20002002     |
|         | Korwety                                   |                     |               |              |
|         | ORP Kaszub                                | proj. 620           | 240           | 1987         |
|         | ORP Ślązak                                | proj. 621M          | 241           | 2019         |
|         | Małe okręty rakietowe                     |                     |               |              |
|         | ORP OrkanORP PiorunORP Grom               | proj. 660M (Orkan)  | 421422423     | 199219941995 |

### Wycofane okręty[2]
| Zdjęcie | Nazwa                    | Typ        | Numer burtowy | Służba od | Służba do |
| ------- | ------------------------ | ---------- | ------------- | --------- | --------- |
|         | ORP MetalowiecORP Rolnik | proj. 1241 | 436437        | 19881989  | 2013      |

## Dowódcy dywizjonu[2]
- kmdr. Jacek Kosiński (1 stycznia 2011 – 2014)
- kmdr. Tomasz Czapczyński (1 lipca 2014  – 28 czerwca 2018)
- cz. p.o. kmdr. por. Radosław Hurbańczuk (28 czerwca 2018 – 8 października 2018)
- kmdr. Piotr Nieć (8 października 2018 – 5 listopada 2018)
- cz. p.o. kmdr. por. Radosław Hurbańczuk (5 listopada 2018 – 7 maja 2019)
- kmdr. Grzegorz Mucha (7 maja 2019 – 30 września 2020)
- cz. p.o. kmdr. por. Radosław Hurbańczuk (30 września 2020 – 8 stycznia 2021)
- kmdr Radosław Hurbańczuk (8 stycznia 2021 - obecnie)